# 萨利斯
萨利斯是巴西圣保罗州的一个市镇。总面积308.663平方公里，总人口5158人，人口密度16.7人/平方公里。